# 馬兆駿
馬兆駿（英語：Ma Chao Chun，1959年5月6日—2007年2月23日），台灣男歌手、詞曲作者、唱片製作人以及廣播主持人，暱稱「馬爺」。2025年獲得第36屆金曲獎特別貢獻獎。

## 生平
馬兆駿於台灣民歌時期（1977年）出道，也是許多知名歌手的製作人。他曾經製作劉文正、黃鶯鶯等知名歌手的專輯。1989年，由於父親過世的打擊，讓他頓失人生目標，開始以酗酒、吸大麻等方式來宣洩鬱悶情緒，而誤入歧途。1990年因攜帶大麻而中斷演藝事業。1999年受浸，成為基督徒。
馬寫過上千首歌曲，曲風多元豐富，從清新到通俗路線皆有涉獵，幾首知名代表歌曲的作詞者多為洪光達，較為人熟知的有《心雨》、《木棉道》、《七月涼山》、《季節雨》、《微風往事》、《散場電影》、《風中白勺早晨》、《愛像什麼》、《一種感覺》、《我要的不多》、《奶粉與便當》、《宽容》等等。
《散場電影》是馬兆駿失戀被劈腿時寫下的歌曲。
已故創作人馬兆駿曰：「這是最後的一場電影《大法師》，喂！我買了2張電影票，想給你一個SURPRISE，請你看電影，電話那頭就... 我不行啦！我媽不在家，我要照顧我弟弟，所以我自己去看電影，電影散場了，我想說... 奇怪！怎麼出現一個熟悉的面孔，被劈腿了！」
1987年，推出首張個人專輯《我要的不多》（同名歌曲為香港男歌手張國榮1988年粵語歌曲《無需要太多》原曲）。2006年12月，推出最後一張個人專輯《奶粉與便當》。2007年馬兆駿是當年風雲電視節目《超級星光大道》第一屆的初期評審，在第四集錄影途中，主持人陶子在評審為參賽者左鴻洋講評時出台打斷講評，現場宣佈馬兆駿幼女平安出生，馬兆駿當場感動落淚。根據楊宗緯超級星光大道參賽紀錄（於2007年3月2日播出的一对一PK赛），楊宗緯演唱旋木忘詞而位列淘汰區後，由主審馬兆駿宣佈敗部復活並予選歌建議。2007年12月29日，星光幫老師同學會楊宗緯以演唱馬兆駿的《我要的不多》感謝馬爺。2008年5月17日，楊宗緯亦在其星空傳奇演唱會上表示：「沒有馬爺，就沒有今天的我。」
馬兆駿於1998年結婚，妻為郭美珒（Juby），育有一子兩女。妹妹馬毓芬曾為歌手，參與過很多歌手的唱片合聲，現為專業音樂製作人；哥哥馬兆驊亦曾為音樂工作者。
他於2006年12月發行新專輯，並於翌年2月開始在中國廣播公司「iRadio」音樂網任DJ。

## 逝世
2007年2月23日22點，馬兆駿與妻子一起到頂好超級市場永和店購物，在22點47分突然昏倒並呼吸不順，旋即送往永和耕莘醫院急救，到院前已無生命跡象；在當晚23點05分宣告馬兆駿不治逝世，終年47歲。馬兆駿有心血管疾病（心臟病以及高血壓）家族病史，他的父親也是死於心血管疾病。
2007年3月11日，馬兆駿遺體在臺北市第二殯儀館景仰廳舉行安息禮拜後火化，骨灰暫厝於慈恩園生命紀念館。同年3月14日遷往金山基督教平安園下葬。
2007年6月16日，獲第18屆金曲獎文化傳播獎章，由遺孀郭美珒代領。
2025年6月28日，獲第36屆金曲獎特別貢獻獎。

## 主持節目

### 電視
- 好消息衛星電視台《音樂拍檔》（2003年5月1日－？）

### 廣播
- ASIA FM(亞洲電台+亞太電台 聯播)ASIA SO MUCH之歌牛俱樂部(vs.劉玉霖聯合主持)
- 中國廣播公司音樂網《i說笑》
- 台北之音 《馬爺遊樂園》

## 作品
- iPavo個人媒體 馬兆駿數位紀念館－個人作品收錄典藏

### 專輯
| 年份 | 專輯名稱       | 唱片公司 | 曲目 |
| ---- | -------------- | -------- | --- |
| 1987 | 《我要的不多》 | 滾石唱片 | 曲目 1. 我要的不多 2. 二手愛情 3. 第二名也無所謂 4. 空白的心情 5. 頑皮的遊戲 6. 會有那麼一天 7. 一個人的時候 8. 微風早晨 9. 南方的海市蜃樓                                        |
| 1988 | 《心存感激》   | 滾石唱片 | 曲目 1. 那年我們十九歲 2. 心存感激 3. 今夜我將擁你入夢 4. 撕下面具 5. 我住在十四層樓的第七層樓 6. 我最愛的你 7. 上海公園 8. 多情的你 9. 人人為己 10. 明天你用什麼心來愛我         |
| 1989 | 《就要回家》   | 滾石唱片 | 曲目 1. 人間 2. 一張床一個男人 3. 花鄉 4. 收驚 5. 就要回家 6. 汶萊機場 7. 放逐歌手 8. 我的自由 9. 這次留下半杯                                                                    |
| 1990 | 《心情七月》   | 滾石唱片 | 曲目 1. 無人的海邊 2. 愛不要給太多 3. 木棉道 4. 我要的不多 5. 告別夕陽 6. 七月涼山 7. 散場電影 8. 那年我們十九歲                                                                  |
| 1992 | 《男人的心》   | 歌林唱片 | 曲目 1. 走在任何地方 2. 男人的心 3. 一杯咖啡的時間 4. 冷夏 5. 頑皮的小孩 6. 頑皮的小孩 7. 陪著我走 8. 向日葵的花季 9. 誰改變的誰 10. 還有多少時間                                 |
| 1996 | 《美姑娘》     | 科藝百代 | 曲目 1. 美姑娘 2. 接到你的電話 3. 疼痛 4. 獵人 5. 平民歌 6. 害羞的太陽 7. 我會為愛承諾 8. 南風 9. 平民歌 (Folk Version) 10. 山林班                                                |
| 2006 | 《奶粉與便當》 | 福茂唱片 | 曲目 1. 奶粉與便當 2. 起初的愛 3. 心的發現 4. 渴求 5. 數算自己的日子 6. 在平安中 7. 愛有多深就會多遠 8. 不起眼的吉他 9. 奶粉與便當 (伴奏) 10. 起初的愛 (伴奏) 11. 心的發現 (伴奏) |

## 著作
- 《發光如星》（童書），橄欖出版社，2007年3月16日初版，ISBN 9867344049

## 獎項記錄
| 年份 | 典禮類型     | 獎項         | 結果 |
| ---- | ------------ | ------------ | ---- |
| 2007 | 第18屆金曲獎 | 文化傳播獎章 | 獲獎 |
| 2025 | 第36屆金曲獎 | 特別貢獻獎   | 獲獎 |

## 外部連結
- 文建會臺灣大百科全書藝人馬兆駿相關網站 （页面存档备份，存于）
- 馬兆駿悼念歌曲「風塵一抹」,原創詞曲唱:余長錚
- 高雄市召會馬兆駿專訪 （页面存档备份，存于），2003年5月10日
- 馬兆駿 個人檔案與歷年專輯 - KKBOX